# Sporobolus floridanus
Sporobolus floridanus là một loài thực vật có hoa trong họ Hòa thảo. Loài này được Chapm. miêu tả khoa học đầu tiên năm 1860.